# Minamoto no Sanetomo
Minamoto no Sanetomo (源実朝, , 17 de setembro de 1192 - 13 de fevereiro de 1219) foi o Terceiro xogum do Xogunato Kamakura. Sanetomo era o segundo filho do fundador do xogunato Minamoto no Yoritomo , sua mãe era Hōjō Masako , e seu irmão mais velho foi o segundo xogum Minamoto no Yoriie.
Seu nome de infância era Senman (千万). Ele foi o último chefe do Clã Minamoto do Japão.

## Vida
Após a morte de seu pai, Yoritomo em 1199, o avô de Sanetomo Hōjō Tokimasa usurpou todo o poder político e militar do xogunato, relegando a posição e o título de Seii Taixogum , ou xogum, a uma figura comum. Através de sucessão hereditária, Yoriie irmão mais velho de Sanetomo tornou-se Seii Taixogum em 1202, para ser destituído do título um ano depois e colocado sob prisão domiciliar por conspirar contra o Clã Hōjō. Pouco tempo depois, em 1203, Sanetomo se tornou chefe do Clã Minamoto e foi nomeado Seii Taixogum. No ano seguinte, 1204, Yoriie foi assassinado por homens de Hōjō. Sanetomo nunca foi nada mais do que um fantoche de sua mãe Hōjō Masako, que o usou como um peão em sua guerra contra Tokimasa - Tokimasa queria depor seu neto, desde 1205, fazendo Sanetomo temer por sua vida o resto de seus dias. 
Sanetomo, entendia sua própria impotência com relação aos Hōjō e não queria seguir o mesmo destino de seu irmão, colocou todo o seu tempo e energia para escrever poesia e ganhar cargos na Corte, mas impotente honorário imperial. Sanetomo era um talentoso poeta, escrevendo mais de 700 poemas entre os 17 e 22 anos de idade, época em que ficou sobre a tutela de Fujiwara no Teika, sendo que um de seus tanka (poema) foi incluído na antologia Ogura Hyakunin Isshu (100 Poemas de 100 poetas), uma coleção notável de poemas japoneses do Período Heian e início do Período Kamakura. Sanetomo também alcançou o posto mais alto do terceiro escalão da corte imperial, Udaijin (Ministro da Direita), em 1218. Eventualmente, ele entrava em inatividade e desespero, atormentado pelo medo de assassinato e atormentado por seu alcoolismo crônico (um vício que monje Eisai uma vez tentou quebrar substituindo álcool por chá). 

## Assassinato

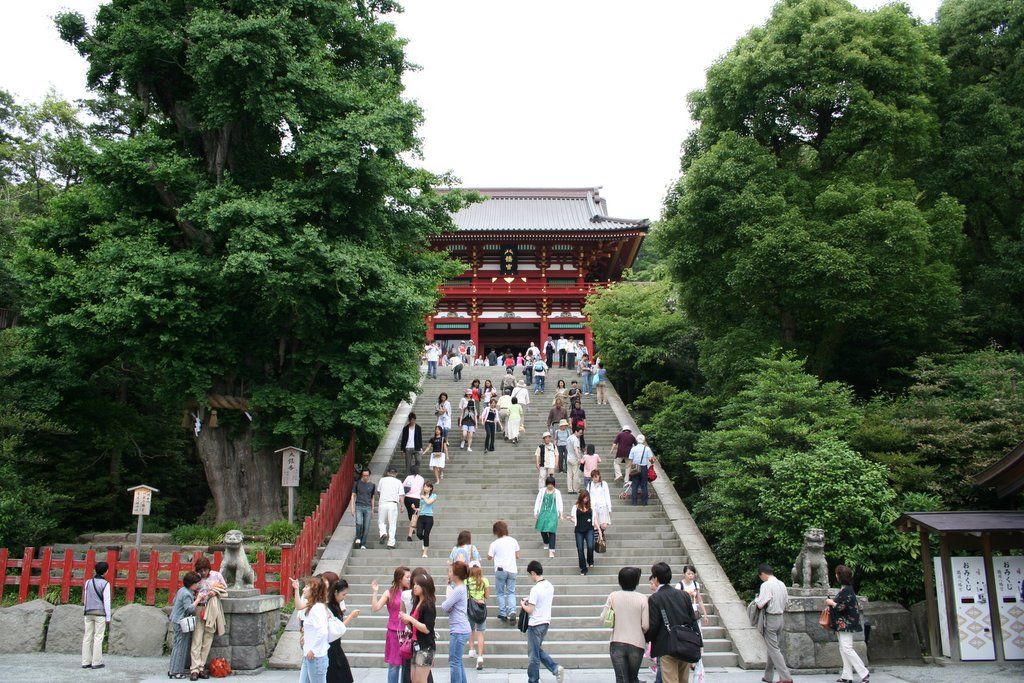
A Grande Escadaria do Tsurugaoka Hachiman-gū em Kamakura -- A cena do assassinato de Sanetomo.

Sob a neve na noite de 12 de fevereiro de 1219, Sanetomo estava descendo do Santuário da Tsurugaoka Hachiman-gu, após assistir a cerimônia de sua nomeação para Udaijin. Seu sobrinho (filho do Segundo xogum Minamoto no Yoriie ) Kugyō (Minamoto no Yoshinari) saiu ao lado da escada de pedra do santuário, e de repente atacou-o e assassinando-o. Por seu ato ele mesmo foi decapitado poucas horas mais tarde, terminando assim subtamente, a linhagem Seiwa Genji do Clã Minamoto.
Minamoto no Sanetomo foi sucedido por Kujō Yoritsune como Quarto xogum.

 